# Sci alpino ai XII Giochi olimpici invernali - Slalom gigante femminile
Tra le competizioni dello sci alpino ai XII Giochi olimpici invernali di Innsbruck 1976 lo slalom gigante femminile si disputò venerdì 13 febbraio sulla pista di Axamer Lizum di Axams; la canadese Kathy Kreiner vinse la medaglia d'oro, la tedesca occidentale Rosi Mittermaier quella d'argento e la francese Danièle Debernard quella di bronzo, valide anche ai fini dei Campionati mondiali di sci alpino 1976. Fu l'ultima volta in cui uno slalom gigante olimpico fu disputato su una sola manche: a partire dalla gara dei XIII Giochi olimpici invernali di Lake Placid 1980 anche la competizione femminile, come già quella maschile, sarebbe stata disputata su due manche. 
Detentrice uscente del titolo era la svizzera Marie-Theres Nadig, che aveva vinto la gara degli XI Giochi olimpici invernali di Sapporo 1972 disputata sul tracciato di Sapporo Teine precedendo le austriache Annemarie Moser-Pröll e Wiltrud Drexel (rispettivamente medaglia d'argento e medaglia di bronzo); la campionessa mondiale in carica era la francese Fabienne Serrat, vincitrice a Sankt Moritz 1974 davanti alla tedesca occidentale Traudl Treichl e all'altra francese Jacqueline Rouvier.

## Risultati
| Pos. | Pett. | Atleta                 | Nazione          | Tempo   | Distacco |
| ---- | ----- | ---------------------- | ---------------- | ------- | -------- |
| 1    | 1     | Kathy Kreiner          | Canada           | 1:29,13 |          |
| 2    | 4     | Rosi Mittermaier       | Germania Ovest   | 1:29,25 | +0,12    |
| 3    | 12    | Danièle Debernard      | Francia          | 1:29,95 | +0,82    |
| 4    | 8     | Lise-Marie Morerod     | Svizzera         | 1:30,40 | +1,27    |
| 5    | 10    | Marie-Theres Nadig     | Svizzera         | 1:30,44 | +1,31    |
| 6    | 11    | Monika Kaserer         | Austria          | 1:30,49 | +1,36    |
| 7    | 21    | Wilma Gatta            | Italia           | 1:30,51 | +1,38    |
| 8    | 16    | Evi Mittermaier        | Germania Ovest   | 1:30,64 | +1,51    |
| 9    | 19    | Dagmar Kuzmanová       | Cecoslovacchia   | 1:30,69 | +1,56    |
| 10   | 25    | Jacqueline Rouvier     | Francia          | 1:30,79 | +1,66    |
| 11   | 9     | Patricia Emonet        | Francia          | 1:31,21 | +2,08    |
| 12   | 13    | Lindy Cochran          | Stati Uniti      | 1:31,33 | +2,20    |
| 13   | 6     | Claudia Giordani       | Italia           | 1:31,44 | +2,31    |
| 13   | 2     | Michèle Jacot          | Francia          | 1:31,44 | +2,31    |
| 15   | 7     | Irene Epple            | Germania Ovest   | 1:31,46 | +2,33    |
| 16   | 23    | Brigitte Totschnig     | Austria          | 1:31,48 | +2,35    |
| 17   | 18    | Mary Seaton            | Stati Uniti      | 1:31,58 | +2,45    |
| 18   | 22    | Ursula Konzett         | Liechtenstein    | 1:31,59 | +2,46    |
| 19   | 20    | Regina Sackl           | Austria          | 1:31,78 | +2,65    |
| 20   | 3     | Hanni Wenzel           | Liechtenstein    | 1:31,83 | +2,70    |
| 21   | 15    | Cindy Nelson           | Stati Uniti      | 1:32,02 | +2,89    |
| 22   | 14    | Betsy Clifford         | Canada           | 1:32,61 | +3,48    |
| 23   | 29    | Paola Hofer            | Italia           | 1:32,67 | +3,54    |
| 24   | 26    | Maria Epple            | Germania Ovest   | 1:33,02 | +3,89    |
| 25   | 32    | Jana Šoltýsová         | Cecoslovacchia   | 1:34,00 | +4,87    |
| 26   | 17    | Marlies Oberholzer     | Svizzera         | 1:34,09 | +4,96    |
| 27   | 28    | Laurie Kreiner         | Canada           | 1:34,53 | +5,40    |
| 28   | 24    | Leslie Smith           | Stati Uniti      | 1:34,54 | +5,41    |
| 29   | 30    | Irmgard Lukasser       | Austria          | 1:35,38 | +6,25    |
| 30   | 27    | Valentina Iliffe       | Gran Bretagna    | 1:35,48 | +6,35    |
| 31   | 33    | Torill Fjeldstad       | Norvegia         | 1:36,00 | +6,87    |
| 32   | 35    | Alla Askarova          | Unione Sovietica | 1:36,86 | +7,73    |
| 33   | 34    | Sally Rodd             | Australia        | 1:37,52 | +8,39    |
| 34   | 31    | Riitta Ollikka         | Finlandia        | 1:40,15 | +11,02   |
| 35   | 45    | Jórunn Viggósdóttir    | Islanda          | 1:40,81 | +11,68   |
| 36   | 44    | Steinunn Sæmundsdóttir | Islanda          | 1:41,07 | +11,94   |
| 37   | 36    | Fiona Easdale          | Gran Bretagna    | 1:41,09 | +11,96   |
| 38   | 40    | Theresa Wallis         | Gran Bretagna    | 1:41,66 | +12,53   |
| 39   | 38    | Serena Iliffe          | Gran Bretagna    | 1:45,09 | +15,96   |
| 40   | 39    | Joanne Henke           | Australia        | 1:45,40 | +16,27   |
| 41   | 43    | Janet Wells            | Nuova Zelanda    | 1:48,42 | +19,29   |
| 42   | 41    | Sue Gibson             | Nuova Zelanda    | 1:49,30 | +20,17   |
| 43   | 42    | Farida Rahmeh          | Libano           | 2:11,08 | +41,95   |
|      | 5     | Bernadette Zurbriggen  | Svizzera         | DNF     | DNF      |
|      | 37    | Wanda Bieler           | Italia           | DNF     | DNF      |

Legenda:

DNF = prova non completata

Pos. = posizione

Pett. = pettorale
Ore: 12.30 (UTC+1)

Pista: Axamer Lizum

Partenza: 1 925 m s.l.m.

Arrivo: 1 540 m s.l.m.

Dislivello: 385 m

Porte: 49

Tracciatore: Hans Schweingruber (Svizzera)